# Sextet
Sextet (z latinského sextus: „šestý“) je v hudbě skupina šesti umělců nebo hudební skladba pro takovou skupinu. Ve zpěvu, zejména v opeře, se termín sextet používá pro souborovou scénu se šesti vokálními sólisty (příklad: finále 1. a 2. dějství v opeře Don Giovanni od Mozarta). V instrumentální hudbě jsou sextety zastoupeny především skladbami pro šest smyčcových nástrojů. Známé smyčcové sextety pocházejí od Brahmse, Dvořáka, Regera, Čajkovského, Martinů nebo Schönberga.
Beethoven zkomponoval smyčcový kvartet rozšířený o dva lesní rohy na sextet a také sextet pro 2 klarinety, 2 lesní rohy a 2 fagoty. Dechová sexteta v různých instrumentacích pocházejí také například od Janáčka nebo Reineckeho. Mezi skladatele klavírních sextetů (skládajících se ze smyčcového kvintetu s klavírem) patří Mendelssohn a Weingartner. Sextety pro klavír a dechový kvintet (převážně dřevěný dechový kvintet - poprvé v roce 1852 od Louisy Farrenc) - pocházejí např. od Thuille, Poulenca nebo Martinů. Pfitzner zkomponoval dílo pro smíšenou instrumentaci – klavír, klarinet a smyčce.
V jazzu sextet znamená skupinu šesti hráčů, obvykle bicí, kontrabas nebo e–bas, klavír a různé kombinace následujících nástrojů: kytara, trubka, saxofon, klarinet a pozoun.
V heavy metalové a rockové hudbě má sextet toto obvyklé obsazení: hlavní zpěvák, dva kytaristé, baskytarista, bubeník a klávesista. Není to však striktní omezení